# Urša Kragelj
Urša Kragelj (Šempeter pri Gorici, 2 de julio de 1988) es una deportista eslovena que compitió en piragüismo en la modalidad de eslalon. Ganó dos medallas de bronce en el Campeonato Mundial de Piragüismo en Eslalon, en los años 2010 y 2013, y tres medallas en el Campeonato Europeo de Piragüismo en Eslalon de 2010 entre los años 2010 y 2017.

## Palmarés internacional
| Campeonato Mundial | Campeonato Mundial             | Campeonato Mundial | Campeonato Mundial |
| Año                | Lugar                          | Medalla            | Competición        |
| ------------------ | ------------------------------ | ------------------ | ------------------ |
| 2010               | Liubliana (Eslovenia)          | Medalla de bronce  | K1 por equipos     |
| 2013               | Praga (República Checa)        | Medalla de bronce  | K1 por equipos     |
| Campeonato Europeo |                                |                    |                    |
| Año                | Lugar                          | Medalla            | Competición        |
| 2010               | Bratislava (Eslovaquia)        | Medalla de bronce  | K1 por equipos     |
| 2016               | Liptovský Mikuláš (Eslovaquia) | Medalla de plata   | K1 individual      |
| 2017               | Tacen (Eslovenia)              | Medalla de oro     | K1 por equipos     |